# 博莫特山脈
42°14′2.374″N 1°7′31.46″E / 42.23399278°N 1.1254056°E

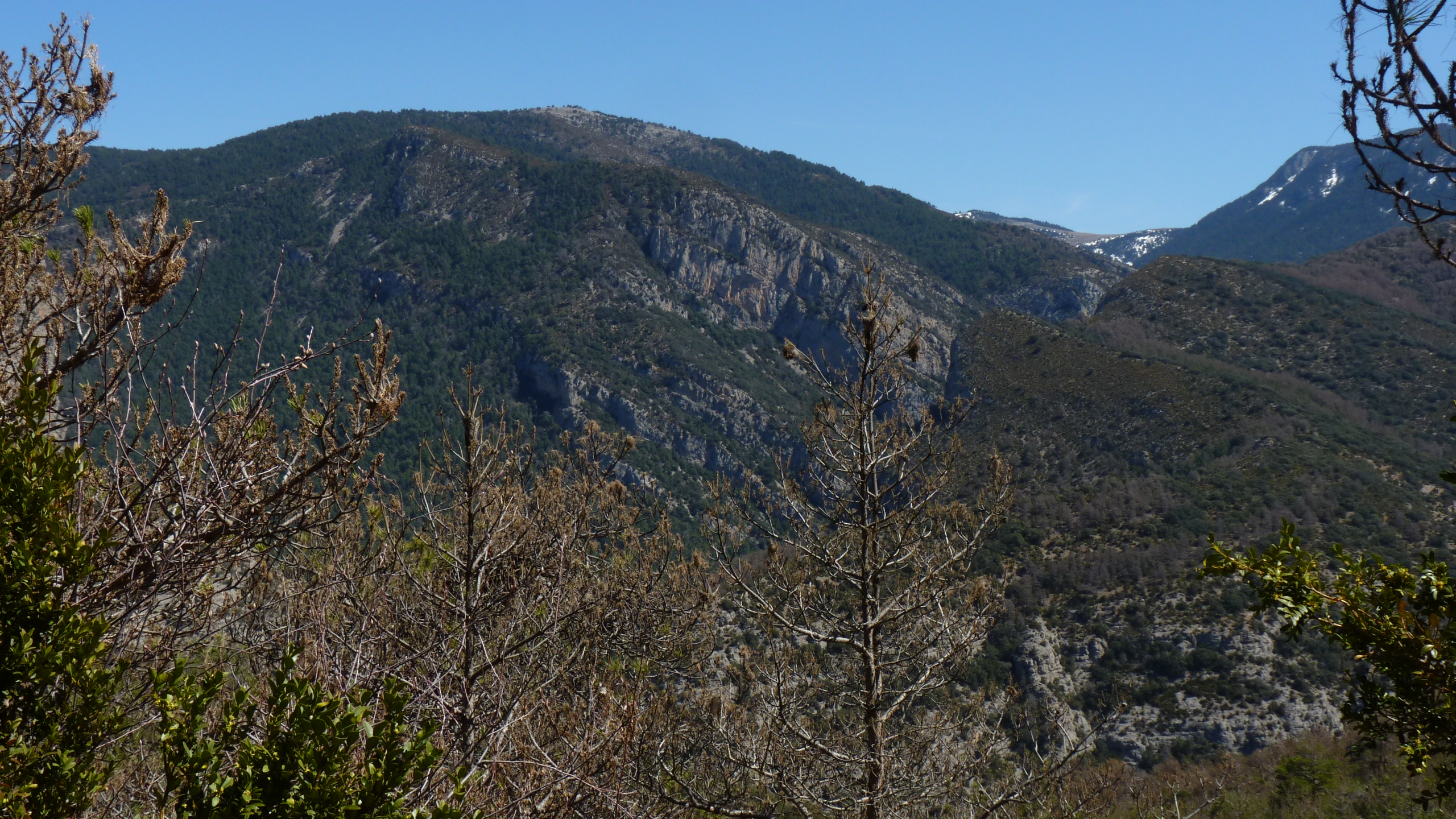

博莫特山脈（Serra de Boumort），是西班牙的山脈，位於該國東北部加泰羅尼亞，屬於前比利牛斯山山麓的一部分，全長3.5公里，最高點海拔高度2,076米。